# اچ‌ام‌اس ئی۶
اچ‌ام‌اس ئی۶ (به انگلیسی: HMS E6) یک زیردریایی بود که طول آن ۱۷۸ فوت (۵۴ متر) بود. این زیردریایی در سال ۱۹۱۲ ساخته شد.